# Xavier Seron
Pour les articles homonymes, voir Seron.
Xavier Seron est un réalisateur et scénariste belge.

## Filmographie partielle

### Comme réalisateur

#### Courts et moyens métrages
- 2005 : Rien d'insoluble
- 2007 : Le Crabe
- 2011 : Mauvaise Lune
- 2014 : Dreamcatchers (moyen métrage)
- 2015 : L'Ours noir
- 2020 : Sprötch

#### Longs métrages
- 2016 : Je me tue à le dire
- 2023 : Chiennes de vie (en)

### Comme scénariste

#### Courts et moyens métrages
- 2005 : Rien d'insoluble
- 2007 : Le Crabe
- 2008 : En compagnie de la poussière
- 2011 : Mauvaise Lune
- 2012 : (Très) Mauvaise Lune II
- 2014 : Dreamcatchers (moyen métrage)
- 2015 : L'Ours noir
- 2016 : Le Plombier
- 2020 : Sprötch

#### Longs métrages
- 2016 : Je me tue à le dire
- 2023 : Chiennes de vie (en)

### Comme acteur
- 2017 : Drôle de père d'Amélie van Elmbt

## Récompenses et distinctions

### Divers films
Mauvaise Lune (tous les prix sont partagés avec Méryl Fortunat-Rossi)
- 2011 : Festival international du film indépendant de Bruxelles (en) : prix SACD (compétition nationale)
- 2011 : Brussels Short Film Festival : Prix du public (compétition nationale)
- 2012 : Magritte du cinéma : nommé au Magritte du meilleur court métrage de fiction

En compagnie de la poussière
- 2008 : Festival international du film indépendant de Bruxelles : prix SACD (compétition nationale)

Le Crabe
- 2008 : Festival international du film indépendant de Bruxelles (en) : prix SACD (compétition nationale)

### L'Ours noir(tous les prix sont partagés avecMéryl Fortunat-Rossi)
- 2016 : Busho, Budapest International Short Film Festival : prix BuSho de la meilleure comédie
- 2016 : Fantasia Film Festival : Prix du public (bronze) du meilleur court-métrage
- 2015 : Kaohsiung Film Festival : Best Selection Award du meilleur court-métrage
- 2016 : Magritte du cinéma : Magritte du meilleur court métrage de fiction
- 2015 : Molins de Rei Horror Film Festival : prix du public du meilleur court-métrage
- 2015 : San Sebastián Horror and Fantasy Film Festival : 
  - prix du public
  - prix du jeune jury
- 2016 : The BoneBat "Comedy of Horrors" Film Fest : Viewers Choice Award : Best Live Action Short

### Je me tue à le dire
- 2015 : Festival international du film francophone de Namur : prix CINEVOX du meilleur film belge francophone
- 2016 : Festival international du premier film d'Annonay : nommé au Grand prix du jury
- 2016 : Milwaukee Film Festival : nommé au prix Hertzfeld Competition
- 2016 : Festival international du cinéma indépendant de Buenos Aires : nommé au prix du meilleur film
- 2016 : Festival international du film d'Odessa : Duc d'or (uk)
- 2016 : Palm Springs International Film Festival : Grand prix du jury New Voices/New Visions
- 2016 : Transilvania International Film Festival : The Young Francophone Jury Prize TV5 monde : prix du meilleur film francophone
- 2017 : Magritte du cinéma : 
  - Magritte du meilleur scénario original ou adaptation
  - Nomination au Magritte du meilleur film